# Parete cellulare

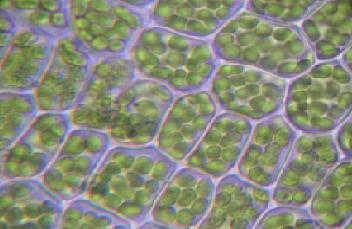
Cellule vegetali separate da pareti trasparenti

La parete cellulare è una struttura di rivestimento che circonda vari tipi di cellule. Posta più esternamente rispetto alla membrana plasmatica, rappresenta una barriera fisica e chimica per l'ambiente esterno. Conferisce rigidità e forma alle cellule che la posseggono, e ne protegge l'integrità contrastando la pressione osmotica interna che può venire a crearsi in ambienti ipotonici o ipertonici.
Le pareti cellulari sono presenti nella quasi totalità dei procarioti (batteri e archei), con la sola eccezione dei batteri della classe Mollicutes, e nella maggior parte degli eucarioti (alghe, funghi, protisti, cromisti e piante), con l'eccezione degli animali.

## Storia
La prima volta che fu osservata una parete cellulare fu nel 1665 da Robert Hooke. Lui osservò al microscopio una sezione di un tappo di sughero e scoprì che delle piccole celle si trovavano una sull'altra. Chiamò queste celle "cellule" e il ciò che le separava "muro". Quello che però Hooke non sapeva era che il muro che aveva visto era composto dalle membrane plasmatiche e dalle pareti cellulari delle due cellule in esame e non era una semplice struttura. Hooke riportò le sue scoperte nel suo trattato Micrographia.

### Evoluzione
Le pareti cellulari si sono evolute indipendentemente nei diversi gruppi tassonomici.
Negli eucarioti fotosintetici come le piante e le alghe, le pareti cellulari sono composte essenzialmente da polisaccaridi. L'enzima cellulosa sintasi (CesA) si è evoluta in Cyanobacteria e faceva parte di Archaeplastida sin dall'endosimbiosi. In seguito, le piante hanno sviluppato vari geni simili a CesA, come quelli delle proteine Ces o delle glicosiltransferasi, che combinati assieme consentono la costruzione di strutture chimiche più complesse.
I funghi invece, utilizzano chitina e glucano per costruire le loro pareti cellulari. Condividono con le piante il percorso di sintesi dell'1,3-β-glucano ma utilizzano l'enzima omologo. Ciò suggerisce che un tale enzima è molto antico all'interno degli eucarioti. Uno scenario alternativo propone che i funghi si siano evoluti da una parete cellulare a base di chitina e successivamente abbiano acquisito gli enzimi per sintetizzare i glucani tramite trasferimento genico orizzontale. La via che porta alla sintesi dell'1,6-β-glucano non è nota.

## Tipi di pareti cellulari
A seconda del tipo di organismo considerato, si distinguono per strutture e composizioni:
- Parete cellulare dei batteri, che costituisce il rivestimento esterno dei batteri. La sua composizione chimica è glicoproteica, ed è composta principalmente da peptidoglicano;
- Parete cellulare degli archei, che ricopre gli Archaea. Può essere composta da pseudopeptidoglicano, polisaccaridi, glicoproteine oppure proteine. La sua diversità è sfruttata per la classificazione degli Archeobatteri;
- Parete cellulare dei funghi, che circonda le cellule dei funghi. È composta generalmente da glucani e chitina;[4]
- Parete cellulare dei cromisti, che avvolge le cellule dei cromisti ed è composta da glucani e cellulosa;
- Parete cellulare dei protisti, che circonda le cellule dei protisti ed è composta tipicamente da cellulosa;
- Parete cellulare delle alghe, che avvolge le cellule delle alghe. Chimicamente è composta da polisaccaridi e/o glicoproteine, come i mannani, gli xilani o l'acido alginico. La sua diversità è sfruttata per la classificazione delle alghe.
- Parete cellulare delle piante, che riveste le cellule delle piante. Il suo componente principale è la cellulosa, ma sono presenti anche emicellulose e pectine.

### Parete cellulare dei batteri
Si tratta di una parete principalmente composta da peptidoglicano, un polimero del glicano tetrapeptide, il quale viene assemblato nel citoplasma e viene polimerizzato all'esterno della cellula, grazie all'azione di enzimi esterni alla cellula. Il glicano tetrapeptide è a sua volta composto da N-acetilglucosammina (NAG) e acido N-acetilmuramico (NAM), due carboidrati modificati, e 4 amminoacidi, alcuni dei quali non proteinogenici come la D-alanina o mDAP.
La diversa organizzazione strutturale della parete e delle membrane cellulari permette di classificare i batteri in positivi e negativi alla colorazione di Gram (batteri Gram-positivi e batteri Gram-negativi).

### Parete cellulare degli archei
La parete cellulare degli archei è molto variabile tra le specie appartenenti a questo gruppo tassonomico.
Gli archei appartenenti agli ordini Methanobacteriales e Methanopyrales hanno una parete formata da pseudopeptidoglicano, un polimero simile al peptidoglicano ma che presenta N-acetilglucosammina (NAG) e acido N-actiltalosaminuronico (NAT) nello scheletro glicosidico e solo amminoacidi proteinogenici nella catena laterale peptidica.
Gli archei appartenenti al genere Methanosarcina hanno una parete polisaccaridica formata principalmente da galattosamina, acido glucoronico o glucosio.
Gli archei che vivono in ambienti alofili estremi, come quelli appartenenti al genere Halobacterium controbilanciano l'abbondanza ambientale di ioni Na+ con una parete glicoproteica formata principalmente da glucosio, galattosio, mannosio e acido aspartico.

### Parete cellulare dei funghi
A differenza di batteri e archei, in cui la parete cellulare può non essere lo strato più esterno della cellula, nei funghi, lo è. La parete cellulare fungina è una matrice di tre componenti: chitina, glucani e proteine, che a seconda del gruppo tassonomico considerato, possono subire piccole variazioni nella struttura chimica e nell'abbondanza.
Negli Ascomycota e Basidiomycota la parete è costituita da chitina, un polimero di N-acetil-L-glucosammine legate da legami β(1,4) glicosidici. Negli Zygomycota invece, è presente il chitosano, un polimero simile alla chitina poiché composto da N-acetil-D-glucosammine e D-glucosammine unite da legami β(1,4) glicosidici. I glucani sono polimeri di glucosio che possono presentare legami α(1,3), α(1,4), β(1,3) o β(1,6) glicosidici. Alcuni funghi hanno α-glucani, altri β-glucani.

### Parete cellulare dei cromisti
Gli oomiceti possiedono tipicamente pareti cellulari di cellulosa e glucani, sebbene alcuni generi (come Achlya e Saprolegnia) abbiano chitina nelle loro pareti. La frazione di cellulosa nelle pareti non supera il 4-20%, ed è molto inferiore alla frazione di glucani. Le pareti cellulari degli oomiceti contengono anche l'amminoacido idrossiprolina.

### Parete cellulare dei protisti
I dictyostelidi possiedono una parete di cellulosa.

### Parete cellulare delle alghe
Le pareti cellulari algali contengono polisaccaridi e/o glicoproteine come mannani, xilani, acido alginico, agarosio, porfirina e sporopollineina.
Il gruppo di alghe noto come diatomee sintetizza le loro pareti cellulari partendo dall'acido silicico. Siccome il processo richiede meno energia del normale, è forse una spiegazione per tassi di crescita più elevati delle diatomee. Nelle alghe brune, i florotannini possono essere un costituente delle pareti cellulari.
L'inclusione di polisaccaridi aggiuntivi nelle pareti delle cellule algali viene utilizzata come caratteristica per la tassonomia delle alghe.

### Parete cellulare delle piante
Le specie vegetali hanno una parete cellulare complessa formata da 3 strati sovrapposti. Sono formati in diverse proporzioni da cellulosa, emicellulosa e pectine.